# Ezio Roselli
Ezio Roselli (* 8. Dezember 1896 in La Spezia; † 6. Januar 1963 in Genua) war ein italienischer Turner.

## Erfolge
Ezio Roselli, der für den Verein Pro Italia Spezia turnte, gab 1920 bei den Olympischen Spielen in Antwerpen sein Olympiadebüt, bei denen er zur italienischen Turnriege im Mannschaftsmehrkampf gehörte. In diesem traten fünf Mannschaften an, die aus 16 bis 24 Turnern bestehen mussten. Der Wettkampf bestand aus fünf Teildisziplinen, darunter das Reck, der Barren und das Pauschenpferd, in denen ein Maximum von 404 Punkten erzielt werden konnte. Den Italienern gelang mit 359,855 Punkten das beste Resultat aller fünf Mannschaften und sie beendeten den Wettkampf vor Belgien mit 346,765 Punkten und Frankreich mit 340,100 Punkten auf dem ersten Platz.
Roselli gewann zusammen mit Arnaldo Andreoli, Ettore Bellotto, Pietro Bianchi, Fernando Bonatti, Luigi Cambiaso, Luigi Contessi, Carlo Costigliolo, Luigi Costigliolo,  Giuseppe Domenichelli, Roberto Ferrari, Carlo Fregosi, Romualdo Ghiglione, Ambrogio Levati, Francesco Loi, Vittorio Lucchetti, Luigi Maiocco, Ferdinando Mandrini, Lorenzo Mangiante, Antonio Marovelli,  Michele Mastromarino, Giuseppe Paris, Manlio Pastorini, Paolo Salvi, Giovanni Tubino, Giorgio Zampori und Angelo Zorzi die Goldmedaille und wurde somit Olympiasieger.
Seine zweite Olympiateilnahme erfolgte bei den Spielen 1928 in Amsterdam, deren olympisches Turnprogramm nunmehr vor allem Einzelwettkämpfe vorsah. In der Qualifikation für diese gelang Roselli keine vordere Platzierung, sein bestes Resultat war ein 28. Platz an den Ringen. Im Mannschaftsmehrkampf belegte er mit der italienischen Riege den sechsten Platz. Nach seiner aktiven Karriere war Roselli unter anderem als Turntrainer bei seinem Heimatverein Pro Italia Spezia tätig.